# 代々木ゼミナール部落差別事件
代々木ゼミナール部落差別事件（よよぎゼミナールぶらくさべつじけん）は、日本で起きた部落差別事件。

## 概要
大学受験の予備校である代々木ゼミナールでの講義を受け持つ講師によって執拗に穢多や非人などの部落差別の発言が行われたという事件。2004年11月26日に部落解放同盟中央本部で開かれた確認会によると、代々木ゼミナールの古文を担当する講師が授業中に部落差別の発言を行っていたということであった。この講師は授業中に自身は不良少年であり鑑別所に入っていたときのことを語り、その話の中で鑑別所に入っている人にはランクがあり、自身のように暴走族の特攻隊長として入ったならば入った瞬間に天皇のようであるのに対して、強姦をして入った人というのは穢多や非人のようなものであるという内容の発言をした。講義ではそれ以降もこのような発言を計5回繰り返していた。2005年9月11日に部落解放同盟中央本部でこの事件の第2回目の確認会が開かれる。それによるとこの差別発言を行っていた授業というのは衛星放送を利用して全国の系列校や姉妹校に放映するというシステムが使われた授業であった。そしてこの授業を受講していた鳥取県の生徒が問題提起をすることにより発覚していた。
問題提起を指導した生徒は、講師のこの差別発言を恐ろしくて怖いものであると思っていたものの、周りの受講生はそれを笑いながら見ていたという様子であった。問題提起をした生徒らには講師が謝罪をするビデオが配布されたものの、そのビデオというのは代々木ゼミナールからとにかく謝罪をするように言われたために謝罪をしているようなもので、差別発言をした講師本人は何が部落差別であるかを納得しないまま謝罪をした不十分なものと思えるものであった。この事件での調査を進めていくうちに代々木ゼミナールでは、他の講師も部落差別や他のマイノリティへの差別になるような発言が多発していたということが明らかになった。さらに代々木ゼミナールでは部落差別の発言が行われていたことが発覚して以降も、代々木ゼミナールの在籍する1800人もの職員には人権問題の研修が行われなかった。
2005年12月12日に部落解放同盟中央本部ではこの事件への糾弾会が行われる。この糾弾会には差別発言をした講師本人と差別発言を糾弾した生徒本人も出席していた。この糾弾会によれば、部落解放同盟が調査した結果では、この他にも部落差別の発言をした講師が存在しており、把握しているだけでも数件にものぼるということであった。部落差別だけでなく他のマイノリティに対する差別発言も存在していた。そしてそれらはいずれも笑いのネタとして行われていたということであり、糾弾された講師が差別発言をしていたとき以降に行われたものもあった。これらのような差別発言が行われていたことについては東京都から指導を受けたこともあったものの、具体的な対策は取られていなかった。代々木ゼミナールに人権問題への研修体制に問題があることについては、代々木ゼミナール側は講師の個性や差別についていろいろな受け止められ方があるとして、自らの責任を放棄しているような答弁を行っていた。差別発言が行われた講義は2003年5月に行われたもので、これの録画も行われ日本全国の高校と予備校で10回放映されていた。2003年9月にも同様の発言をしてそれの謝罪を行っていたというものの、予備校側はそれのチェックを行わずにそのビデオを日本全国の予備校に貸し出していた。そして2004年5月に鳥取県で受講した生徒が告発していた。